# Ciągowice
Ciągowice ist eine Ortschaft mit einem Schulzenamt der Stadt-und-Land-Gemeinde Łazy im Powiat Zawierciański der Woiwodschaft Schlesien in Polen.

## Geschichte
Der Ort wurde als die Pfarrei Zancouicz im Peterspfennigregister des Jahres 1326 im Dekanat Sławków (Slavcoviensis) des Bistums Krakau erstmals urkundlich erwähnt. Der Ortsname ist patronymisch (Suffix (ow)ice) vom Personennamen Ciąg (beispielsweise 1431: Nicolai cognomine Czang) abgeleitet.

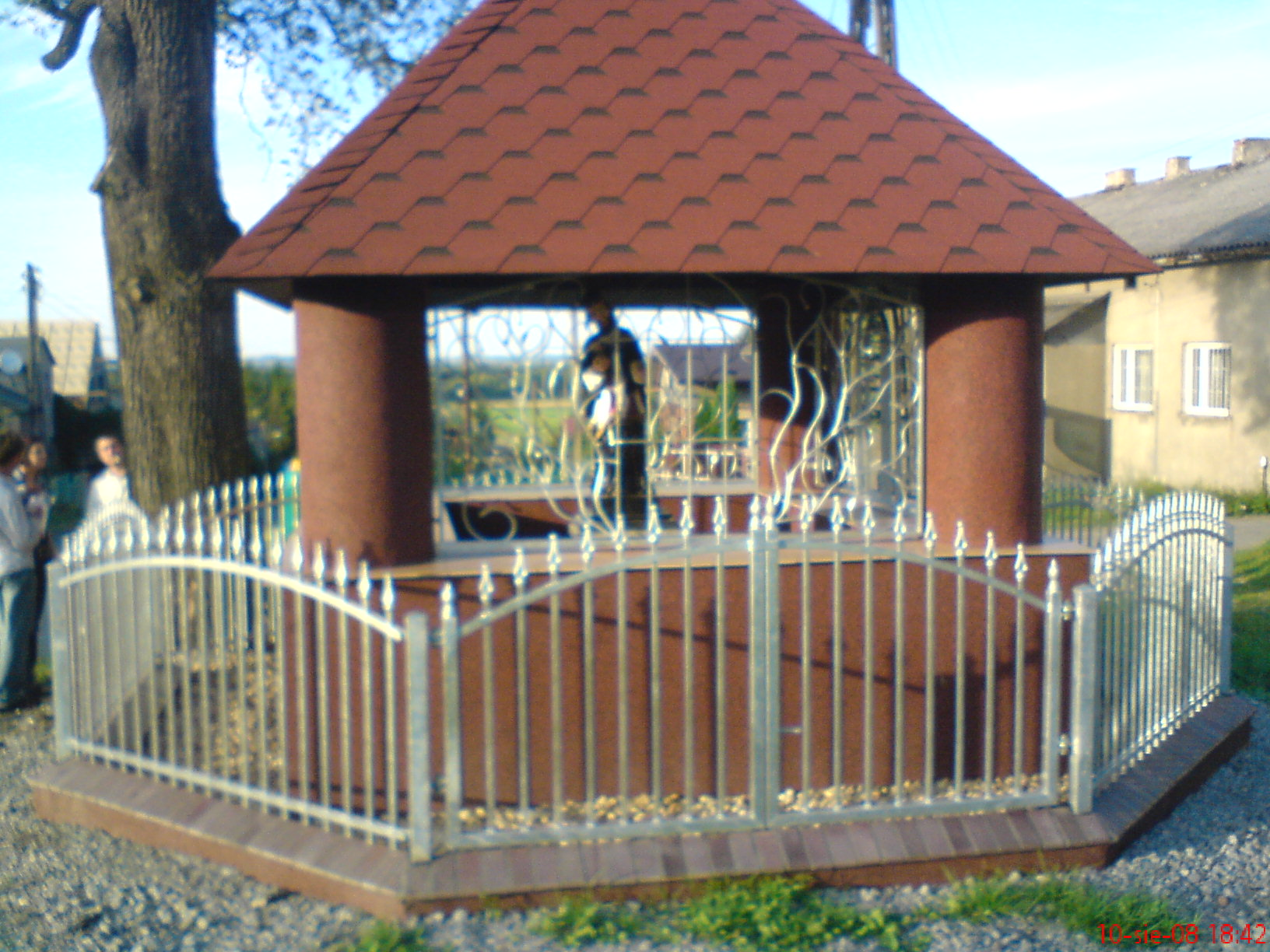
Heiligenhäuschen im Dorf

Die administrative Zugehörigkeit des Orts wechselte zwischen dem Kreis Lelów (im Norden) und dem Kreis Kraków bzw. Proszowice (im Süden) der Woiwodschaft Krakau in der Adelsrepublik Polen-Litauen. Im Westen grenzte das Dorf an das Herzogtum Siewierz. Nach dem Jahr 1450 gehörte das Dorf als Teil der Güter der Burg in Pilcza vorübergehend dem Oppelner Herzog Bolko V. Kirchlich gehörte die Pfarrei Sanczkovicz, Sancovicz, Czangovicz, Czangouice, Dzangowicz von 1334 bis 1358 zum Dekanat Beuthen, das im 15. Jahrhundert zum Dekanat Bytom-Sławków (Decanatus Slawkoviensis alias in Bithom) wurde, später mit dem Sitz in der oberschlesischen Stadt Bytom (Beuthen) des Bistums Krakau und im 16. Jahrhundert war Cięgowice die östlichste Pfarrei des Dekanats sowie neben Będzin die einzige außerhalb Oberschlesiens und des Herzogtums Siewierz. Außer Cięgowice umfasste sie damals die Ortschaften Poręba, Czarna Poręba und Krzemienda, also die heutige Stadt Poręba sowie Dąbrowica, Rokitno und Niegowanice.
Nach der dritten Teilung Polens von 1795 bis 1807 gehörte das Dorf zu Neuschlesien. 1807 kam es ins Herzogtum Warschau und 1815 ins neu entstandene russisch beherrschte Kongresspolen. 1848 wurde die Warschau-Wiener Eisenbahn in der kleineren Ortschaft Łazy eröffnet, die den Sitz der Mutterpfarrei in Ciągowice übertraf und 1920 ausgegliedert wurde. 
Nach dem Ende des Ersten Weltkriegs kam Ciągowice zu Polen, Woiwodschaft Kielce. Beim Überfall auf Polen 1939 wurde das Gebiet von den Deutschen besetzt und dem Landkreis Warthenau im neuen „Ostoberschlesien“ zugeordnet.
Von 1975 bis 1998 gehörte Ciągowice zur Woiwodschaft Katowice.